# Antonio Raya González
Antonio Raya González (? - Granada, 23 de juny de 1942) va ser un guerriller espanyol del maquis antifranquista.

## Biografia
Nascut a Granada, es va afiliar al Sindicat Metal·lúrgic de la CNT abans de complir 15 anys.
Durant els anys de la Segona República va col·laborar amb els grups d'acció de les Joventuts Llibertàries (JJLL) i la Federació Anarquista Ibèrica (FAI), intervenint en diverses accions de guerrilla urbana, com l'intent d'assassinat de l'administrador del penal del Puerto de Santa María i la revolta de 1933.
Durant la Guerra Civil Espanyola va fundar la columna "La que siempre rayó", que va combatre en la zona de Antequera fins a la caiguda del front malagueny. Posteriorment va arribar a ser comissari de la 88a Brigada Mixta, que va intervenir en els fronts de Pozoblanco i Extremadura.
Després de la guerra, va continuar lluitant en les serres malaguenyes, organitzant guerrilles rurals i urbanes que van actuar en Màlaga, Còrdova, Granada i Madrid, on va dur a terme una intensa campanya d'assalts, sabotatges i represàlies cap a delators i falangistes. Va col·laborar en diverses ocasions amb el també cenetista Bernabé López Calle, i amb altres grups de la denominada Agrupació guerrillera de Màlaga-Granada (AGMG), molt activa en aquests anys.
El 23 de juny de 1942 va caure mort en una emboscada en Granada, en un bar del carrer Marina.